# NGC 5373
NGC 5373 је галаксија у сазвежђу Девица која се налази на NGC листи објеката дубоког неба.
Деклинација објекта је + 5° 15' 9" а ректасцензија 13h 57m 7,4s. Привидна величина (магнитуда) објекта NGC 5373 износи 14,0 а фотографска магнитуда 15,0. NGC 5373 је још познат и под ознакама CGCG 46-14, NPM1G +05.0406, PGC 49620.